# Bonin-szigeteki meggyvágó

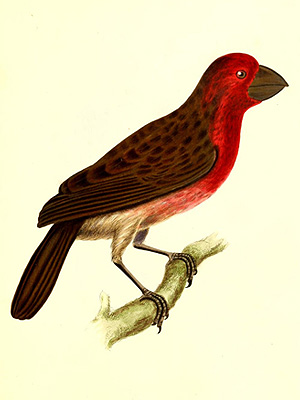
A faj egyik példánya

A bonin-szigeteki meggyvágó (Chaunoproctus ferreirostris) a madarak osztályának verébalakúak (Passeriformes) rendjébe, a pintyfélék (Fringillidae) családjába és a Chaunoproctus nembe tartozó egyetlen, mára kihalt faj.
Koábban sokáig a Chaunoproctus nembe tartozó egyetlen fajként tartották számon, melynek nem voltak ismertek a rokonsági viszonyai a pintyfélék családján belül. Az egész családot érintő molekuláris biológiai vizsgálatok során mintákat vettek több múzeumi preparált példányból és ezek a vizsgálatok bebizonyították, hogy a Carpodacus nembe tartozó pirókok a legközelebbi rokonai. Ez a faj egy alapi (bazális) tagja a pirókoknak és a ma élő Carpodacus fajok közül egyik sem nagyon közeli rokona. A faj fejlődési vonala 12,5 millió éve ágazott el a többi pirók vonalától.
Ma egyes rendszerek továbbra is a monotipikus Chaunoproctus nembe sorolják, más rendszerezők szerint távoli rokonsága ellenére a faj a Carpodacus nembe sorolandó.

## Előfordulása
A madár kizárólag a Japántól délre található Ogaszavara-szigetek egyik apró szigetén élt.

## Megjelenése
Nagyjából 20 centiméter hosszú madár volt. A hímek feje és torka narancsvörös színű, testük olajbarna, hasuk fehér volt. Csőrük és lábuk feketés színű volt.

## Életmód
Elsősorban talajlakó faj volt. A talajon vagy az alacsonyabb bokrokon gyűjtötte be magvakból álló táplálékát.
Ritkán magasan, fák tetején is látták, de feltehetően gyatrán tudott csak repülni.

## Felfedezése és kihalása
A német természettudós, Friedrich von Kittlitz számos csendes-óceáni szigetet felkeresett. Sok olyan szigeti endemikus faj is bekerült gyűjteményébe, mely később azután kipusztult. Emiatt meglehetősen gyakran említik nevét a kipusztult madarakéval együtt, így a bonini meggyvágóéval (Chaunoproctus ferreirostris) is. Ő volt az egyetlen természettudós, aki ezt a meggyvágót még a természetben is láthatta.
Von Kittlitz 1828-ban ellátogatott a Peel-szigetre. Ez a sziget a Japántól délre található Ogaszavara-szigetekhez tartozik. Ezek korábban Bonin-szigetek néven voltak ismertek. A bonini meggyvágó legelső példányait a Blossom hadihajó brit tengerészei gyűjtötték, mindössze egy évvel von Kittlitz Peel-szigetén tett látogatása előtt. Von Kittlitz azonban még ezután is jó néhány példányt be tudott gyűjteni.
Von Kittlitz a szigetről közölt leírásában már megemlíti a félvadon élő házi sertések jelenlétét, sőt 1830-ban már állandó települése is volt a szigetnek, így ezzel újabb háziállatok érkeztek a disznók mellé. Kecskék, juhok, kutyák és macskák is lakóivá váltak a szigeteknek.
Valószínűleg ez vezetett a bonini meggyvágó kihalásához. A bonini földirigóhoz (Zoothera terrestris) hasonlóan, ez is talajlakó madár volt, így populációja rendkívül súlyos károkat szenvedett a betelepített emlősök kártétele következtében. William Simpson, amerikai természettudós 1854-ben látogatta meg a Peel-szigetet, de a bonini meggyvágóknak már a nyomára sem bukkant.